# Mitteldorf (Neunkirchen-Seelscheid)
Mitteldorf ist ein Ortsteil von Söntgerath in der Gemeinde Neunkirchen-Seelscheid im Rhein-Sieg-Kreis.

## Lage
Mitteldorf ist der mittlere Teil des Dorfes. Oberdorf liegt im Norden, südlich liegt der Ortsteil Söntgerath.

## Geschichte
1830 hatte Mitteldorf 57 Einwohner. 1845 hatte der Weiler 88 katholische Einwohner in 16 Häusern. 1888 gab es 55 Bewohner in 16 Häusern.
1901 hatte der Weiler 59 Einwohner. Verzeichnet sind die Familien Ackerer Wilhelm Demmer, Maurer Johann Funken, Stellmacher Heinrich Knecht, Ackerer Johann Knecht, Schuster Johann Knecht, Wirtin und Kleinhändlerin Catharina Oberdörffer, Wirt und Fuhrmann Johann Oberhäuser, die Händler in Butter und Eiern Johann und Peter Pinner, Schuster G.A. Reudenbach, die Ackerer Heinrich und Peter Röger, Hufschmied Gerhard Wilhelm Schmitt, Schuster J.M.W. Schröder, Ackerer P.J. Söntgerath und Ackerer Heinrich Wilhelm Worms.
Das Dorf gehörte bis 1969 zur Gemeinde Neunkirchen.